# 교 (춘추)
교(絞)는 현재의 중국 후베이성 서북쪽의 한수의 중상류 지역에 있었던 춘추 시대 서주의 소제후국이었다. 초나라에 멸망 당했고, 멸망 시기는 알 수 없다.
기원전 701년에 교나라는 운나라를 도와 초나라를 공격할 뜻을 가지고 있었다. 2년 후, 초나라가 보복하기 위해 교나라를 토벌했고, 초나라 장수 굴하(屈瑕)가 군대를 거느리고 교나라를 패배시켰다. 교나라는 핍박을 받아 결국 초나라와 함께 치욕적으로 성 밑에서 맹약을 맺었다.